# Babacar Mbaye Diop
Pour les articles homonymes, voir Diop.
Babacar Mbaye Diop, né le 14 juillet 1970 à Kaolack au Sénégal, est un docteur en philosophie de l’université de Rouen. Il est le fondateur et co-rédacteur en chef de Fikira-Revue africaine. Enseignant-chercheur, il a publié de nombreux articles sur les arts africains. Ses thèmes de recherche portent en particulier les productions artistiques et culturelles de l'Afrique noire, la littérature et les études culturelles, les études cinématographiques de l'Afrique subsaharienne, les études coloniales et décoloniales.

## Biographie
Babacar Mbaye Diop est né le 14 juillet 1970 à Kaolack au Sénégal. Il est docteur en en philosophie de l'université de Rouen en France, où il a soutenu sa thèse de doctorat, intitulée Analyse et critique des différents discours sur les arts plastiques de l'Afrique noire : approches historiques, ethno-anthropologiques et philosophiques, le 24 octobre 2008,.
Après plusieurs années d'enseignement au lycée Jeanne d'Arc de Sainte-Adresse près du Havre et au lycée Raymond Queneau d'Yvetot près de Rouen en France, il est enseignant-chercheur en Esthétique, Philosophie de l'Art et de la Culture à l'université Cheikh-Anta-Diop de Dakar (UCAD),. Il est l'auteur de nombreux articles et ouvrages sur l'art africain. Ancien Administrateur de la Biennale de l'art africain contemporain de Dakar (Dak'art) de 2013 à 2014, il a été président de la section sénégalaise de l'Association Internationale des Critiques d'Art (AICA) de 2015 à 2023. Commissaire d'exposition indépendant et agent d’artistes, il a organisé plusieurs expositions individuelles ou collectives.
Babacar Mbaye Diop est fondateur et co-rédacteur en chef de Fikira-Revue africaine : https://www.editions-harmattan.fr/index.asp?navig=catalogue&obj=revue&no=131
Ses thèmes de recherche portent en particulier les productions artistiques et culturelles de l'Afrique noire, la littérature et les études culturelles, les études cinématographiques de l'Afrique subsaharienne, les études coloniales et décoloniales.

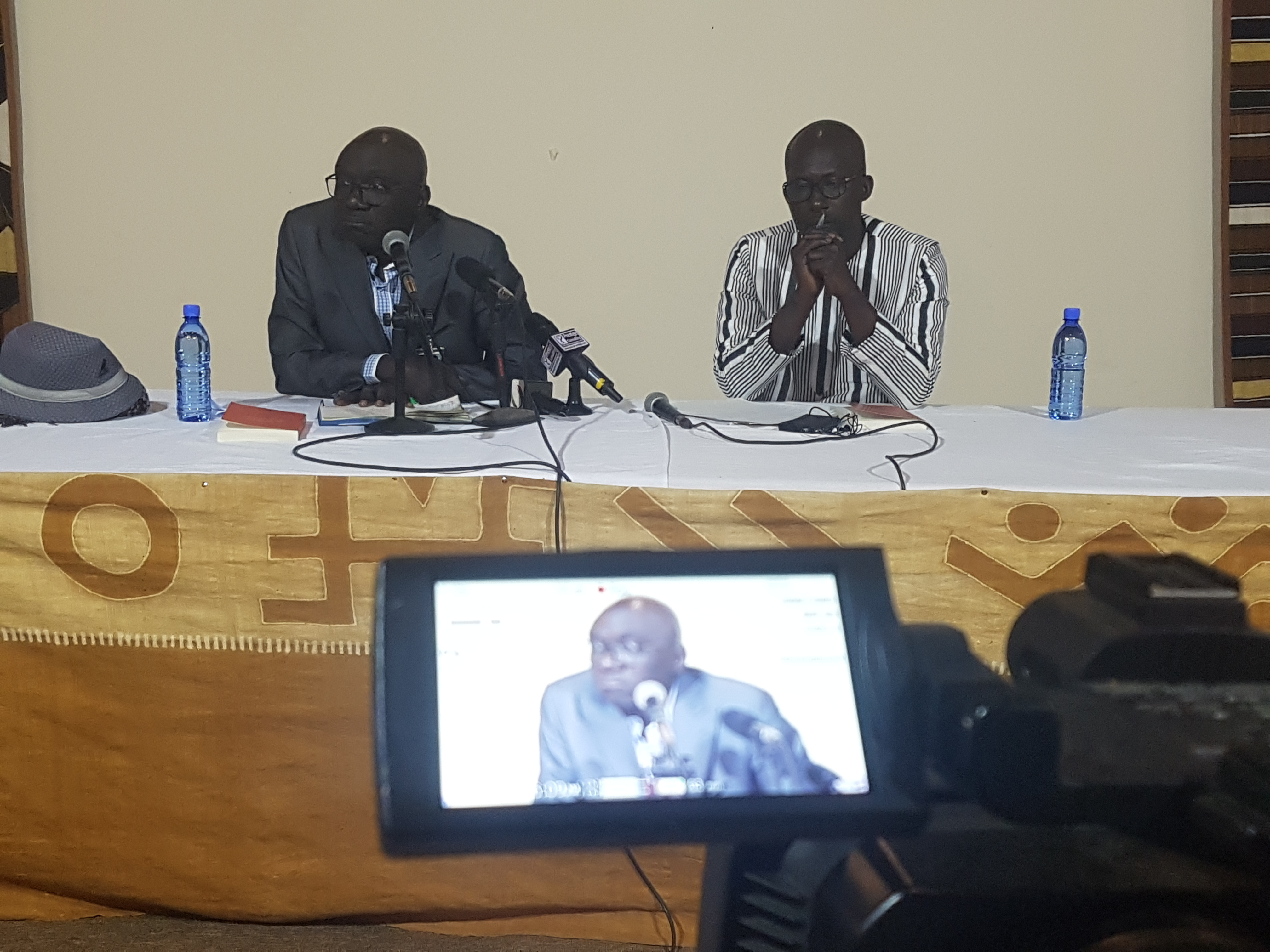

## Publications

### Livres, anthologies
1. Critique de la notion d’art africain, Paris, Hermann, 2018, édition revue, corrigée et augmentée, 2e éd., 302 p.  (ISBN 978-2-7056-9700-6)
2. Omar Pène. Un destin avec la musique, éditions FIKIRA, 2016.
3. Braïma Injaï. Peindre, c'est avoir des choses à dire, Monographie, Art-culture-France, Caen, 2014
4. Babacar Mbaye Diop, Critique de la notion d'art africain : approches historiques, ethno-esthétiques et philosophiques, Paris, Connaissances Et Savoirs, 2012, 292 p.  (ISBN 978-2-7539-0190-2).
5. Babacar Mbaye Diop, De coulpe et de peine ; playdoyer contre les grandes injustices, Paris, Jets D'encre, 1er décembre 2009, 105 p.  (ISBN 978-2-35485-132-3).

### Direction d’ouvrages collectifs
1. Babacar Mbaye Diop, Ute Fendler, Eberhard Rothfuss, Livio Sansone, L'Atlantique noire revisité. Espaces occultés et « (in)visibles » de la mémoire performative. To be published by Brill for 2025
2. Babacar Mbaye Diop and Michaëla OTT, ed. Decolonial Aesthetics. Tangled humanism in Africa and Europe, Metzler Verlag, Stuttgart, Allemagne, 2023
3. Babacar Mbaye Diop, ed. Philosophie et éthique de l’environnement (dir.), PUD, 2023
4. Babacar Mbaye Diop, ed. Art, culture et politique (dir.), PUD, 2022
5. Babacar Mbaye Diop, ed. L’esthétique de la parole (dir.), PUD, 2019
6. Babacar Mbaye Diop, ed. L’esthétique du rire (dir.), PUD, 2018
7. Babacar Mbaye Diop, ed. Le destin de la Négritude (dir.), Éditions de La Lune, Paris, 2009
8. Babacar Mbaye Diop, ed. La conscience historique africaine (co-dir.), L’Harmattan, 2008

### Articles dans des revues à Comité de lecture
1. Mamadou Sadio Diallo et Babacar Mbaye Diop. « L’éthique médicale en ethnopsychiatrie », Revue Ethiopiques, 2023, no 111, pp. 155–179.
2. « L’Afrofeeling : le style musical d’Omar Pène », in L’âme de la musique et les rythmes du monde, Les Cahiers du GIRCI, no 01, pp. 113–127, 2022.
3. Introduction to the History of Classical African Art, no 3 de Selva Journal, pp. 45–65, USA, https://selvajournal.org/
4. “The Question of The Restitution of The African Heritage Preserved in The Museums of The Western World”, International Journal of Arts, Humanities & Social Science Volume 01; Issue no 06: November 07, 2020
5. « Léopold Sédar Senghor dans l’oeuvre de Ndary Lô », in Ndary LO. Le démiurge, sous la direction de Jacques Rouayroux et Sylvain Sankalé, éditions 5 continents, PP. 155–161, 2020
6. « L’esthétique du pagne tissé chez Pap Badiane », in revue Ethiopiques, no 101, 2020
7. « Daouda Ndiaye, un artiste dans la transversalité des formes d’expression », in revue Recherches en Esthétique, no 25, Montage, assemblage, Paris, Le Harmattan, 2019
8. « L’artiste plasticien Mbaye Babacar Diouf : entre signes et symboles », in revue Ethiopiques, no 100, 2019
9. « La théorie du rythme dans l’esthétique négro-africaine de Léopold Sédar Senghor », Revue Etudes Africaines, no 01, Dakar, 2016.
10. « Le Kumpo et sa famille de masques en pays diola », in revue Plastir, HS, Paris, 2015.
11. « La réception de l’art au Sénégal », in Revue Recherches en Esthétique, no 21, La réception de l’art, Paris, L’Harmattan, 2015.
12. « De l’interprétation psychanalytique de l’art », revue de Sociologie, d’Anthropologie et de Psychologie, no 04-05, Presses universitaires de Dakar, 2013-2014.
13. « L’art africain : entre l’intuition et la science », Géopolitique africaine, no 52, Paris, 2014
14. « La Négritude senghorienne : une philosophie du métissage », Annales de la Faculté des Lettres et Sciences Humaines de l’Université Cheikh Anta Diop de Dakar, no 42/B, 2014
15. « Réflexions sur deux théories de l’art africain : la Négritude (Senghor) et la Traversée (Bidima) », revue africaine no 6, Fikira-L’Harmattan, Paris, 2013.
16. « L’Afrique dans les musées occidentaux », revue Éthiopiques no 89, 2012
17. « Mutations sémantiques des différentes appellations des arts plastiques de l’Afrique noire : de l’art nègre à l’art contemporain », revue Plastir no 27, Paris, 2012.
18. « Iba Ndiaye Diadji ou l’esthétique africaine de la plasticité », revue Éthiopiques numéro 81, 2009
19. « L’art africain de la « traversée » et des « marges ». Réflexions sur l’esthétique de Jean-Godefroy Bidima », revue Africaine, numéro 2, mai 2007, p.27-41, 2007.
20. « Approches des arts africains », revue Éthiopiques numéro 76, p.375-401, 2006

### Chapitres dans des ouvrages collectifs
1. « Arts et engagement politique. Le cas de l’artiste plasticien sénégalais Ousmane Dia », in Arts, culture et politique, Séminaire d’Esthétique 3 (Dir. Babacar Mbaye Diop), pp.9-22, 2022.
2. Samba Doucouré et Babacar Mbaye Diop, « Durée et création : l’idée de progrès de l’art chez Bergson », In Arts, culture et politique, Séminaire d’Esthétique 3 (Dir. Babacar Mbaye DIOP), pp. 71–82, 2022
3. « Senghor, une philosophie de la nature », in Philosophie et éthique de l’environnement, Séminaire d’Esthétique 4 (Dir. Babacar Mbaye Diop), pp.13-28, 2022
4. « La négritude écologique », in Philosophie et éthique de l’environnement, Séminaire d’Esthétique 4 (Dir. Babacar Mbaye Diop), pp.9-26, 2023
5. African Art: Debates and Controversies Around a Concept”, In Decolonial Aesthetics. Tangled humanism in Africa and Europe, Dir. Michaëla OTT and Babacar Mbaye DIOP), Metzler Verlag, Stuttgart, Allemagne, pp. 45–57, 2022
6. “The Notion of Mobility in the of Barthélémy Toguo’s Work: Reflection on a Decolonial Artistic Practice”, in Decolonial Aesthetics. Tangled humanism in Africa and Europe (Dir. Michaëla OTT and Babacar Mbaye DIOP), Metzler Verlag, Stuttgart, 2022
7. « Nature et rôle de la parole en Afrique noire », in L’Esthétique de la parole (Dir. Babacar Mbaye Diop), in Cahiers du Séminaire d’Esthétique, PUD, 2019, pp.9-24
8. « Les dimensions du rire dans les Dialogues de Platon », in L’Esthétique du rire (Dir. Babacar Mbaye Diop), in Cahiers du Séminaire d’Esthétique, PUD, 2018, pp.31-47
9. « L’esthétique kantienne du rire », in L’Esthétique du rire (Dir. Babacar Mbaye Diop), in Cahiers du Séminaire d’Esthétique, PUD, 2018, pp.49-61
10. « Art africain et monde globalisé », in Les sciences sociales au Sénégal : Mise à l’épreuve et nouvelles perspectives, chapitre 3 : Dynamiques sociales, religieuses et culturelles. Sous la direction de Mamadou Diouf & Souleymane Bachir Diagne. CODESRIA, Dakar, 2016, pp. 177–192.  (ISBN 978-2-86978-709-4)
11. « Origine et symbolique de l’indigo en Afrique de l’Ouest », In Burkina Faso, Hors- Série, éditions Adventice, Suisse, 2016
12. « Les arts contemporains de l’Afrique noire », éditions Aglaé, Alger, 2015.
13. « Le problème de l’origine et de l’invention des arts de l’Afrique noire. Réflexions sur une universalité des cultures », in Myriam-Odile Blin (dir.), Arts et Cultures d’Afrique. Vers une anthropologie solidaire, PURH, Rouen, 2014, pp.1983-194.
14. « État des recherches sur les similitudes entre l’art de l’Égypte antique et celui de l’Afrique noire », in La conscience historique africaine (Co-dir.), L’Harmattan, 2008, pp.97-108
15. « L’émotion est aux œuvres d’art africain ce que la raison est à la statuaire hellène », in Le destin de la Négritude (sous ma direction), Les éditions de la Lune, Paris, 2009, pp.93-106
16. « Dak’Art : un espace de promotion et de légitimation de la création artistique contemporaine », in Catalogue 9e Biennale de l’Art contemporain de Dakar 2010, Ministère chargé de la culture-Sénégal

## Prix reçus
Il a reçu le prix du Rire d'or en 2017 lors du 15e Rassemblement International des Rieurs, une distinction qui lui a été décernée par l'École Internationale du Rire (Frontignan, France) pour son travail en faveur de l'organisation d'un séminaire pluridisciplinaire sur l'Esthétique du rire à l'UCAD.
Le Rire d'Or est remis chaque année à une personnalité luttant pour rappeler l'importance, et non anecdotique, de la joie de vivre.